# Samsung Galaxy S5
Samsung Galaksi S5 je Android pametni telefon koji proizvodi Samsung Elektroniks. Predstavljen 24. februara 2014. na Svetskom mobilnom kongresu u Barseloni, Španiji, objavljen je 11. aprila 2014. godine u 150 zemalja kao neposredni naslednik Galaksi S4. Kao i kod modela S4, S5 je evolucija modela iz prethodne godine, sa posebnim naglaskom na poboljšanu građu tekstuiranim zadnjim poklopcom i IP67 sertifikatom za otpornost na prašinu i vodu, bolje korisničko iskustvo, nove sigurnosne funkcije kao što je čitač otiska prstiju i privatni režim, proširene zdravstvene funkcije (kao što je ugrađeni monitor otkucaja srca) i ažurirana kamera.
Samsung Galaksi S5 je dobio uglavnom pozitivne kritike. Telefon je bio pohvaljen zbog svog ekrana, hardvera, fotoaparata, dugog trajanja baterije i vodootpornosti sa baterijom koja se može ukloniti i MikroSD otvor. Međutim, S5 je kritikovan zbog  softvera, nedoslednog skenera otisaka prstiju na telefonu, i njegovog plastičnog dizajna u svetlu konkurentnih pametnih telefona izgrađenih od boljih metala.
U avgustu 2015. godine, nakon objavljivanja najnovijeg modela, Galaksi S6, Samsung je izdao ažuriranu verziju nazvanu "Galaksi S5 Neo" koja ima Exynos 7 Octa (osmojezgarni) (7580) procesor sa 1.6 GHz. Ima 2 GB RAM-a, 16 GB interne memorije i dolazi sa Android 5.0.2 "Lolipop".

## Datum izlaska
Galaksi S5 je predstavljen 24. februara 2014. u okviru prezentacije kompanije na Svetskom mobilnom kongresu u Barseloni, Španiji. Predsednik kompanije Samsung JK Shin objasnio je da potrošači ne žele telefon koji zavisi od "očiglednih" ili "složenih" tehnologija, već od "lepog dizajna i performansi", "jednostavne, ali moćne kamere", "brže i besprekorne veze" i "dodatka koji su orijentisani ka sposobnosti."
Samsung je objavio da će objaviti S5 11. aprila 2014. u 150 zemalja - uključujući Ujedinjeno Kraljevstvo i Sjedinjene  Američke Države.  Samsung je 18. juna 2014. predstavio LTE-Advanced verziju S5, ekskluzivno objavljenu u Južnoj Koreji. Za razliku od drugih modela, LTE-A verzija takođe nadograđuje ekran na grafičku HD rezoluciju, 1440p panel.
Ubrzo nakon objavljivanja modela S5, otkriveno je da neki Galaksi S5 uređaji - posebno oni na  Verizon Wireless (američka kompanija), pate od velike softverske greške koja je prouzrokovala prekid rada hardvera uređaja i prikazala grešku "Kamera nije uspela" kada korisnik pokuša da koristi kameru. Samsung i Verizon su potvrdili problem koji je uticao na ograničeni broj Galaksi S5 uređaja. Samsung je uputio korisnike koji su pogođeni greškom da kontaktiraju kompaniju ili njihovog operatera da im se telefon zameni pod garancijom.

## Specifikacije

### Hardver i dizajn
Dizajn S5 evoluira na osnovu dizajna S4. Poseduje zaobljenu ivicu koja nosi moderan izgled i uklonjivi zadnji poklopac. Za razliku od prethodnih modela, zadnji poklopac modela S5 koristi mekanu plastiku višeg kvaliteta i dobro prijanja na telefon. S5 je sertifikovan IP67 za otpornost na prašinu i vodu. Kao takav, telefon može biti potopljen u vodu do 1 metar do 30 minuta. S5 Mikro-USB 3.0 port koristi prenosivi poklopac. S5 je dostupan u crnoj, plavoj, zlatnoj i sivoj boji. S5 ekran je 5.1 inči (130mm) 1080p Super AMOLED panel, koji je nešto veći od Samsunga S4 i omogućava automatsko podešavanje osvetljenosti.
Ispod ekrana se nalaze tri tastera. Fizičko "home" dugme u centru sadrži skener koji prepoznaje otiske prstiju. U skladu sa smernicama za Android 4.0 za ljudski interfejs, S5 više ne koristi taster "Meni" kao njegovi prethodnici, kao i njegov raspored tastera još uvek obrnut u poređenju sa drugim Android uređajima sa rasporedom tastera S5.
Samsung S5 ima kameru od 16 megapiksela sa zadnje strane, koja nudi 4K video snimanje, autofokus za detekciju faza (koji se može fokusirati za oko 0,3 sekunde), HDR fotografije i video u realnom vremenu i senzor slike sa Samsungovom tehnologijom, izoluje pojedinačne piksele unutar senzora kako bi poboljšao sposobnost snimanja svetlosti i smanjenja preslušavanja. U poređenju sa konvencionalnim BSI senzorima, ovo smanjuje električno preslušavanje za oko 30%. Pored blica kamere na zadnjoj strani uređaja nalazi se senzor brzine otkucaja srca, koji se može koristiti kao deo softvera S Health. Gornji deo uređaja ima IP blaster i priključak za slušalice. IP blaster je samo predajnik i ima ugrađenu bazu podataka uređaja koji se mogu kontrolisati pomoću Samsungove Smart Remote aplikacije.
S5 pokreće 2,5 GHz višejezgarni procesor Snapdragon 801 sistemski čip sa 2 BG RAM-a. Iako nije pomenuta tokom glavne prezentacije, varijanta (SM-G900X) sa okta jezgrom Samsung Exynos 5422 sistemom na čipu je takođe izdato na više tržište. Kao i prethodni model, on koristi dva klastera od četiri jezgra, četiri Cortex - A15 jezgarna 2.1 GHz i četiri Cortex - A7 jezgra na 1.5 GHz. U zavisnosti od korišćenja resursa, SoC može da koristi energetske efikasne A7 jezgra za lakše procesiranje i prebacivanje na A15 jezgra za zahtevanja opterećenja. Za razliku od prethodnih interacija, međutim, Ekinos 54422 može da pokrene oba skupa jezgra u isto vreme umesto samo jednog po jednog.
S5 sadrži litijum-jonsku bateriju od 2800 mAh. To je Qi standard (zahteva opcionalni bežični poklopac za punjenje) i takođe sadrži režim "Ultra Power Savieg" da bi se produžio vek trajanja baterije, kada je omogućeno, svi nevažni procesi su onemogućeni, a ekran se prebacuje na sivo prikazivanje. Samsung tvrdi da sa "Ultra Power Saving" na S5 da 10% preostalog punjenja može trajati dodatnih 24 sata u režimu mirovanja. Još jedno poboljšanje energetske efikasnosti dolazi od upotrebe Kualcomovog omotača, koji smanjuje snagu koja se koristi u povezivanju.

### Softver
Samsung S5 je isporučen sa Android 4.4.2 KitKat ali je dobio ažuriranje verzije, od kojih je najnovija 6.0.1 Marshmalov. Ima Samsung TouchWiz softver, koji za  Samsung S5 ima blaži, geometrijski izgled nego onaj koji se nalazi na Samsungu S4. Određeni aspekti promana bili su pod uticajem nedavnog ugovora o licenciranju patenata sa Guglom, koji zahteva da Samsung TouchWiz interfejs prati dizajn akcija Androida bliže. S5 dodaje funkciju "moj magazin" Galaksi Note 3" na krajnju stranu na početnom ekranu, meni za podešavanja je ažuriran novim rasporedom zasnivanim na mreži, dodat je režim za decu, dok aplikaciji S Health je dodeljena proširena funkcionalnost, intergrirajući se sa novim senzorom brzine otkucaja srca na uređaju, zajedno sa novim pametnim satovima. Alat "Download Booster"  omogućava da se korišćenje interneta podeli preko LTE i Wi-Fi mreže kako bi se poboljšala brzina preuzimanja. Zbog pravila o prenosniku, "Download Booster"  nije bio dostupan na modelima Galaksi S5 koji su objavljeni u Sjedinjenim Američkim Državama i koji su pokrenuli KitKat 4.4.2, osim T-Mobile SAD-a i U.S. Cellular.
S5 sadrži brojne nove bezbednosne funkcije. Čitač otiska prstiju se može koristiti za otključavanje telefona, dok SDK dostupan tako da drugi proizvođači mogu u svojim aplikacijama ponuditi funkcionalnost orjenisanu na otisak prsta, na primer, PejPal integrisana podrška za senzor otiska prsta za autentifikaciju onlajn kupovine. S5 takođe dodaje "Shot & More", koji omogućava korisnicima da zadrže skrivene aplikacije i fascikle dadoteka kojima se ne može pristupiti bez dodatne autentifikacije. Aplikacija kamere je ažurirana novim "Shot & More" menijem koji omogućava korisnicima da uređuju fotografije nakon što su snimljene i dodaju novi režim selektivnog fokusa.
Ažuriranje za Android 5.0 Lolilpop je prvi put obljavljen za S5 modele u Poljskoj u decembru 2014. Ažuriranje obuhvata poboljšanja performansi, ažurirani prikaz navedene aplikacije koji koristi raspored zasnovan na karticama, pristup notifikacijama na zaključanom ekranu modifikacije TouchWiz interfejsa kako bi se pridržavali jezika dizajna materijala. U aprilu 2016. Samsung je obljavio update za Android 6.0.1 "Marshmallow" za međunarodne S5 modele. Omogućava nove funkcije kao što je Gugl trenutno, što omogućava korisnicima da obavljaju pretrage u kontekstu informacija koje se trenutno prikazuju na ekranu što optimizuje upotrebu baterije kada se uređaj ne rukuje fizički.
Koristeći prilagođeni ROM kao što je LineageOS, Android 9.0 "Pie" se može instalirati na nekim Samsung Galaksi S5 uređajima.

### Modeli
Samsung je izdao dve verzije S5, S5 Aktivno (engl. Active) i S5 Sport. Oba modela imaju verziju S5 dizajna sa punim setom fizičkih tastera za navigaciju i ne uključuju skener otiska prsta, ali su inače identični standardnim modelima S5. Oba uređaja uključuju i aplikaciju "Zone aktivnosti" koja sadrži barometar, kompas i štopericu. S5 Aktivno (engl. Active) dodaje "Aktivni ključ" na stranu uređaja, koja se može konfigurisati da pokrene određene aplikacije na kratkim i dugim pristupcima, podrazumevano dugme pokreće zone aktivnosti. Samsung S5 Sport ima dodatni Sprint Fit Live softver, koji služi kao čvorište zdravstveno orijentisanog sadržaja i  zdravlje, zajedno sa MapMyFitnes MBP uslugom u vlasništvu Under Armora i uslugom muzike Spotifi - uređaj dolazi sa besplatnim pretplatama na obe usluge. Oba modela se isporučuju u različitiim bojama (siva, maskirana zelena i crvena za S5 Aktivno (engl. Active), i plava i crvena za S5 Sport). S5 Sport je nešto lakši od S5 Aktivno (engl. Active), na 158  g (5.6 oz.) umesto 171 g (6.0 oz). S5 Aktivno (engl. Active) i S5 Sport su objavljeni u Sjedinjenim Američkim Državama u junu 2014. godine. S5 Aktivno (engl. Active) objavljen je u Kanadi u oktobru 2014. godine.
U junu 2014. godine, Samsung je takođe izdao dual sim verziju Galaksi S5, nazvanu Samsung Galaksi S5 Duos, model Sm-G900FD. Duos ima LTE specifikaciju Galaksi S5. 
Verzija hardvera nazvana Galaksi S5 Neo je tiho objavljena u avgustu 2015. godine. S5 Neo je jeftinija varijanta originalnog Galaksi S5 koji smanjuje SoC na Ekinos 7580 Octa sisem na čipu, dok poboljšava prednju kameru na 5 megapiksela jedinica. Ostale promene uključuju uklapanje senzora otiska prsta i konvencionalnog USB 2.0 porta umesto 3.0 porta sa vodootpornim poklopcem, čija je poslednja bila izvor pritužbi korisnika koji su otkrili da je poklopac lako polomljen od redovnih u odnosu na model iz prethodne godine. Samsung je takođe izdao Android 7.0 Nougat koji originalni S5 nije imao. S5 Neo je prvobitno bio dostupan u Evropi (SM-G903F) i Kanadi (SM-G903B).

## Prijem

### Kritični prijem
S5 je dobio pozitivne komentare, kritičari su priznali da je S5 prvenstveno tehnološka evolucija njegovog prethodnika sa nekoliko promena značenja. Iako je pohvaljen za poboljšani izgled i kvalitet izrade, dizajn S5 je bio dizajniran za zadržavanje gotovo identičnog izgleda i konstrukcije kao Samsung S4, kao i za neupotrebu materijala višeg kvaliteta kao što su metal ili kvalitetnija plastika. Ekran modela S5 bio je pohvaljen zbog visokog kvaliteta, a nije bio toliko prezasićen kao prethodni modeli i imao je širok opseg uglova gledanja, stanja osvetljenosti i fina podešavanja njegovog izgleda. TechRadar je takođe primetio da su, uprkos velikoj snazi svog procesa, neke aplikacije i funkcije interfejsa patile od problema sa performansama, što ukazuje da operativni sitem S5 možda nije potpuno optimizovan za svoj sistem na čipu. Interfejs S5 je pohvaljen zbog čistijeg izgleda od prethodnih interacija, međutim i dalje je kritikovan zbog toga što sadrži previše nepotrebnih funkcija i postavki.
S5 kamera je dobila uglavnom pozitivne kritike za poboljšanje kvaliteta slike koju pruža njegov Isocell senzor slike, ali se smatralo da još uvek nije tako dobar kao njegovi konkurenti, posebno u slučaju slabo osvetljenih slika. Iako je interfejs fotoaparata S5 pohvaljen zbog toga što je imao moderan dizajn, kritikovan je zbog predugog punjenja, a funkcije selektivnog fokusa su testirane zbog nedoslednosti u kvalitetu. Iako je pohvaljen zbog toga što je na Ajfon 5s imao više koristi od funkcije Touch ID, senzor za otiske prstiju bio je skeniran zbog potrebe za neprirodnim vertikalnim gestom prenošenja, nedoslednim i nepopustljivim rezulatima, kao i zbog nepogodnosti u odnosu na lozinku ili PIN u većini slučajeva upotrebe zbog ovih nedostataka. Laboratorije za istraživanje bezbednosti sa sedištem u Berlinu su otkrile da, pošto se S5 senzor otisak prsta može lako prevariti, dozvoljava neograničene šanse i ne zahteva PIN nakon 48 sati neaktivnosti ili prilikom pokretanja kao što je  Touch ID, i može se koristiti više nego samo otljučavanje telefona, on "daje mogućnost da se napadne još veći posticaj da nauči jednostavnu veštinu lažiranja otiska prstiju." Engadget je smatrao da je senzor brzine otkucaja srca na slučajan način nepopustljiv i ponekad netačan u poređenju sa drugim tragačima za otkucaj srca, dok je Verge smatrao da je to suvišan dodatak zbog istovremenog uvođenja Samsung Galaksi sata, koji uključuje merač za otkucaje srca i verovatno će biti kupljeni od strane onih koji žele da u potpunosti iskoriste prednosti softvera S Health na svom S5.

### Prodaja
S5 je isporučen u maloprodaju sa 10 miliona komada za 25 dana, što ga čini najbržim smart telefonom u idtoriji Samsunga. Samsung je isporučio 11 miliona komada S5 tokom prvog meseca dostupnosti, premašivši isporučene jedinice Samsunga S4 u istom periodu za 1 milion jedinica. Međutim 12 miliona jedinica S5 isporučeno je u prva tri meseca dostupnosti, što je niže od prodaje Samsunga S4.
Zbog manje prodaje S5, u julu 2014. godine Samsung je ostvario najniži profit u više od dve godine, a pad tržišnog udela sa 32,3% na 25,2% u poslednjih godinu dana. Gubitak tržišnog udela pripisivan je pre svega rastućem pritisku konkurenata - posebno na rastućem tržištu pametnih telefona s niskim razlikama i već zasićenim tržištem za vrhunske pametne telefone. Do kraja 2014. godine, objavljeno je da je prodaja modela S5 pala za 40% u odnosu na prethodni S4 model, što je dovelo do promena u upravljanju Samsungom.